# 聖三位一體 (馬薩喬)
聖三位一體 (The Holy Trinity, with the Virgin and Saint John and donors)（義大利語：Santa Trinità）早期文藝復興畫家馬薩喬於1427年繪畫的壁畫。此畫現放在佛羅倫斯的新聖母大殿。

## 簡介
這幅畫有明顯的消失點，約是人的高度，是單點透視的畫。畫家用鴿子代表聖靈，站在耶穌的頭上。聖父則在耶穌背後。耶穌腳下的人是畫的贊助人。
畫面下方的骷髏骨上寫著："IO FU[I] G[I]A QUEL CHE VOI S[I]ETE E QUEL CH['] I[O] SONO VO[I] A[N]C[OR] SARETE"意謂「我曾是你們之中的一員，也是你們將來的樣子」。

## 外部連結
- （英文）HumanitiesWeb: Masaccio's Trinity （页面存档备份，存于）